# Ivan Milosrdni
Ivan Milosrdni (Amathus, oko 552. – Cipar, oko 616.) bio je aleksandrijski patrijarh i svetac.

## Životopis
Rođen je na Cipru u dobrostojećoj obitelji. Žena i djeca su mu rano umrli, nakon čega je  rasprodao svoja imanja. Godine 608. izabran je za aleksandrijskog patrijarha.
Umro je na otoku Cipru oko 616. godine.

## Štovanje
Tijelo mu je kasnije bilo preneseno u Carigrad. Sultan Bajazid II. njegove je relikvije kasnije poslao na dar ugarsko-hrvatskome kralju Matijašu u Budim. Danas se njegovi zemni ostatci čuvaju u crkvi sv. Martina u Bratislavi.
Spomendan mu je 23. siječnja.

### Knjige
- Lach, Maksimilijan. 1939. Životi svetaca za svaki dan u siječnju. 1. Hrvatsko književno društvo sv. Jeronima u Zagrebu. Zagreb.

## Vanjske poveznice
Ostali projekti
|  | Zajednički poslužitelj ima još gradiva o temi Ivan Milosrdni |